# Juliette Kemppi
Juliette Kemppi, född 14 maj 1994, är en finländsk fotbollsspelare som spelar för Bristol City FC i den engelska ligan FA WSL och representerar det finska landslaget.
Hon har tidigare spelat för KaaPo, TuPy, TPS, Åland United, AIK, Kolbotn IL och Lillestrøm SK.